# Adam Gawrylik
Adam Piotr Gawrylik (ur. 6 listopada 1981 w Gdańsku) – polski samorządowiec i działacz partyjny, od 2024 członek zarządu województwa pomorskiego VII kadencji.

## Życiorys
Syn Eugeniusza i Anity. Studiował historię na Uniwersytecie Gdańskim, jednak przerwał naukę. W 2024 ukończył studia licencjackie na Akademii Piotrkowskiej im. Jana Olszewskiego w Piotrkowie Trybunalskim, specjalność wojskowej rekonstrukcji historycznej, zajmował się historią ruchu ludowego.
W 2000 zaangażował się w działalność polityczną w ramach Polskiego Stronnictwa Ludowego, został etatowym pracownikiem partii m.in. jako asystent Czesława Siekierskiego. Od 2013 do 2021 kierował biurem Zarządu Wojewódzkiego PSL w Gdańsku, w 2021 został prezesem wojewódzkich struktur PSL. W 2022 wszedł także w skład Naczelnego Komitetu Wykonawczego PSL. Bez powodzenia kandydował do sejmiku pomorskiego w 2006, 2010 i 2024 i do rady miasta Gdańsk w 2002 oraz do rady powiatu gdańskiego w 2014. W 2010 ubiegał się o fotel wójta gminy Przywidz, zajmując 2. miejsce na 3 kandydatów. 24 czerwca 2024 został powołany na stanowisko członka zarządu województwa pomorskiego, odpowiedzialnego za kwestie rolnictwa, środowiska i geodezji.